# Jaderná havárie

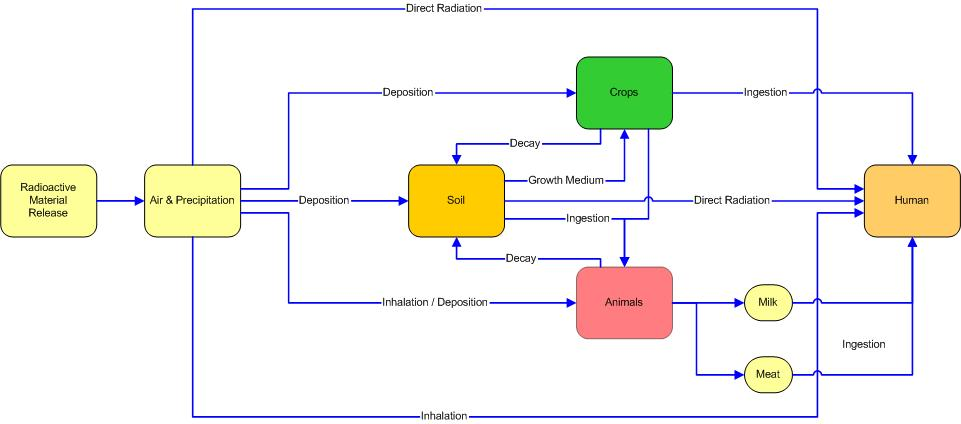
Působení atmosférické radiace na člověka

Jaderná havárie se v některých případech týká lidí zraněných, nebo usmrcených následkem úniku látek kontaminovaných radioaktivitou. V širším slova smyslu je jaderná havárie havárií jakéhokoliv jaderného zařízení, při níž k zamoření (resp. kontaminaci) životního prostředí radioaktivním materiálem došlo, nebo kvůli nestandardní situaci hrozí. Většina havárií souvisí s únikem způsobujícím kontaminaci látek, ale žádná neměla okamžitý účinek.
Několik z mála nehod mělo blízko k úniku látek kontaminovaných radioaktivitou a jsou zde zahrnuty kvůli napětí, které vyvolaly (např. nehody jaderných ponorek). Z důvodů různých utajení je těžké určit s jistotou rozsah některých událostí, nebo někdy zda se opravdu staly, či naopak vědět o všech, které se staly. Při jaderné havárii může i nemusí dojít k zamoření životního prostředí radioaktivním materiálem.
Vážnost jaderné havárie je určována pomocí mezinárodní stupnice jaderných událostí.
Evakuace však nemusí být tak rozsáhlá.

## Definice jaderné havárie v jaderné elektrárně
- Jaderná havárie v jaderné elektrárně je havárie, při které dojde k :
  - porušení těsnosti obalu jaderného paliva v aktivní zóně jaderného reaktoru
  - úniku radioaktivních látek do chladiva či moderátoru (deuterium, plyn, sodík)
  - úniku této radioaktivní směsi netěsnostmi z primárního okruhu do prostoru reaktorového bloku.
  - úniku této radioaktivní směsi netěsnostmi z reaktorového bloku do okolí elektrárny resp. do životního prostředí

## Seznam vážnějších havárií
Toto je seznam hlavních či nejvýznamnějších havárií souvisejících s jaderným materiálem.
- Havárie v jaderných elektrárnách
  - 1957, Windscale, Velká Británie
  - 1959, Santa Susana Field Laboratory, Kalifornie, USA
  - 3. ledna 1961, Experimentální reaktor SL1 (USA), 3 mrtví, exploze reaktoru následně zvýšení aktivity při manipulaci s regulací chodu reaktoru
  - 22. února 1977, Havárie jaderné elektrárny Jaslovské Bohunice A-1, nejhorší jaderná havárie v bývalém Československu
  - 28. březen 1979, Havárie v Three Mile Island - zamoření jaderné elektrárny
  - 26. duben 1986, Černobylská havárie (SSSR) - zamoření jaderné elektrárny a zamoření životního prostředí, historicky nejhorší jaderná havárie
  - 11. březen 2011, Havárie elektrárny Fukušima I, Japonsko - zničení 4 reaktorů následkem nezvykle velké vlny tsunami. Havárie byla později překlasifikována na nejvyšší stupeň závažnosti 7, stejně jako Černobyl. Nicméně rozsah radioaktivity uniklé do okolí byl přibližně 10krát menší než v případě Černobylu.[2]

- Havárie ve zpracovávacích zařízeních jaderného paliva
  - 29. září 1957, Kyštymská katastrofa SSSR
  - duben 1997, 30. září 1999 Tokaimurské havárie[3]

- Havárie v laboratořích a výzkumných objektech
  - 12. prosinec 1952, 1958 Havárie v Chalk River

- Havárie nukleárních zbraní
  - Jaderné havárie americké armády
  - Jaderné havárie sovětské armády

- Zamoření z těžby radioaktivních materiálů
  - Radioaktivní zamoření v České republice

## Limity pro ionizující záření
Limit dávky (expozice) je stanoven na 1 milisievert pro veřejnost a 50 milisievertů pro pracovníky v jaderných zařízeních za rok; za 5 let však u pracovníků jaderných zařízení nesmí překročit 100 mSv (viz Akutní radiační syndrom).
Vážnost dopadů na zdraví závisí na obdržené dávce (přímým ozářením, vdechnutím nebo požitím radioaktivního materiálu), době vystavení záření a věku člověka. V případě nehody určí lékař na základě vzorků dávku, které byl člověk vystaven.
| Expozice (příklad)                             | Stupeň vážnosti             | Příznaky                                                  |
| ---------------------------------------------- | --------------------------- | --------------------------------------------------------- |
| milisieverty (0,001 Sv)                        | Přírodní záření             | –                                                         |
| stovky milisievertů (0,1 Sv)                   | Žádný okamžitý účinek       | Možná přechodná nevolnost, lehká horečka                  |
| mezi 1 000 a 2 000 millisieverty (1 až 2 Sv)   | Významné zdravotní příznaky | Zvracení, únava, horečka, riziko infekce                  |
| mezi 2 000 a 4 000 millisieverty (2 až 4 Sv)   | Vážné zdravotní příznaky    | Dávení, horečka, trávicí problémy, krvácení, padání vlasů |
| mezi 4 000 a 10 000 millisieverty (4 až 10 Sv) | Velká pravděpodobnost úmrtí | stejné, navíc závrať a dezorientace                       |
| nad 10 000 millisievertů (více než 10 Sv)      | Úmrtí                       | Smrt                                                      |